# Arbeitsverweigerung
Arbeitsverweigerung ist im Arbeitsrecht die rechtswidrige Verletzung der Arbeitspflicht durch den Arbeitnehmer.
Die Rechtspflicht zur Arbeitsleistung ergibt sich aus dem Arbeitsvertrag. Die Konkretisierung der Arbeitspflicht durch Festlegung des Arbeitsinhalts erfolgt dann durch das Direktionsrecht des Arbeitgebers aus § 106 GewO. Ob ein Fall der Arbeitsverweigerung vorliegt, kann demnach aus einem Vergleich der vertraglich geschuldeten mit der vom Arbeitgeber konkret verlangten und vom Arbeitnehmer verweigerten Arbeitsleistung festgestellt werden. Maßgeblich ist insoweit, ob sich die vom Arbeitgeber verlangte Arbeitsleistung im Rahmen der durch den Arbeitsvertrag bestimmten Grenzen hält und, wenn es sich um eine Weisung nach Maßgabe des Direktionsrechts handelt, diese den Anforderungen des § 315 BGB genügt, also billigem Ermessen entspricht. Da der Arbeitsvertrag ein Dauerschuldverhältnis ist, lebt die Arbeitspflicht zur Erbringung der Arbeitsleistung täglich wieder auf (Fixschuld). Liegen Fälle der Arbeitsunfähigkeit vor (beispielsweise Krankheit), ist der Arbeitnehmer temporär von seiner Arbeitspflicht entbunden. Eine Arbeitsverweigerung liegt auch dann nicht vor, wenn es eine sonstige Befreiung von der Arbeitspflicht gibt.
Eine Arbeitsleistung muss nur dann vom Arbeitnehmer nicht mehr erbracht werden, wenn das Arbeitsverhältnis in seiner Grundlage verändert wird, was nur mit einer Änderungskündigung herbeigeführt werden könnte. Das Weisungsrecht des Arbeitgebers endet, wo die dem Arbeitnehmer übertragene Aufgabe diesem unzumutbar wird. Wenn beispielsweise der Arbeitgeber einem Arbeitnehmer einen für diesen völlig berufsfremden und unzumutbaren Arbeitsinhalt zuweist, so ist dies nicht mehr vom Direktionsrecht des Arbeitgebers gedeckt. Ist der Arbeitnehmer berechtigt, Arbeiten abzulehnen, die der Arbeitgeber unter Überschreitung des Direktionsrechts nach Art, Zeit und Ort zuweist, liegt keine Arbeitsverweigerung vor. Dann braucht der Arbeitnehmer diese Aufgabe nicht auszuführen und kann ein Zurückbehaltungsrecht an der Arbeitsleistung ausüben. In derartigen Fällen sieht sich der Arbeitnehmer jedoch dem Rechtsrisiko gegenüber, dass ein Zurückbehaltungsrecht an der Arbeitsleistung objektiv nicht vorhanden ist und er deshalb gegen das Weisungsrecht seines Arbeitgebers verstößt.

## Rechtsfragen
Denn eine beharrliche Arbeitsverweigerung kann dem Bundesarbeitsgericht (BAG) zufolge auch darin liegen, dass der Arbeitnehmer sich zu Unrecht auf ein Zurückbehaltungsrecht gemäß § 273 Abs. 1 BGB und/oder ein Leistungsverweigerungsrecht nach § 275 Abs. 3 BGB beruft. Ein Arbeitnehmer verweigert die ihm angewiesene Arbeit beharrlich, wenn er sie bewusst und nachdrücklich nicht leisten will. Ob er zur Arbeitsleistung verpflichtet war, entscheidet sich nach der objektiven Rechtslage. Verweigert der Arbeitnehmer die Arbeitsleistung in der Annahme, er handele rechtmäßig, hat grundsätzlich er selbst das Risiko zu tragen, dass sich seine Rechtsauffassung als unzutreffend erweist. Das BAG versteht unter der Arbeitsverweigerung die bewusste, vom Arbeitnehmer willentlich gesteuerte Nichtleistung von Arbeit. Im Fall nahm ein Arbeitnehmer an einem externen Seminar teil, obwohl der Arbeitgeber dieser Teilnahme widersprochen hatte. Der Arbeitnehmer besuchte dessen ungeachtet das Seminar, was als unentschuldigtes Fehlen eine Arbeitsverweigerung bedeutete; deswegen erhielt er vom Arbeitgeber zu Recht eine Abmahnung.

### Leistungsverweigerungsrecht
Nach § 275 Abs. 3 BGB kann der Arbeitnehmer die Arbeitsleistung verweigern, wenn er sie persönlich zu erbringen hat und sie ihm unter Abwägung des ihr entgegenstehenden Hindernisses mit dem Leistungsinteresse des Arbeitgebers nicht zugemutet werden kann. Diese Vorschrift betrifft das Spannungsverhältnis von Vertragstreue und Unzumutbarkeit der Arbeitsleistung. Sie löst es (nur) dann zugunsten des Schuldners auf, wenn für diesen die Leistungserbringung in hohem Maße belastend ist, weil ein Fall besonderer Leistungserschwerung vorliegt. Das Weisungsrecht kann auch durch Grundrechte des Arbeitnehmers, etwa durch die Gewissensfreiheit, begrenzt sein. Das Grundgesetz wirkt als so genannte Drittwirkung der Grundrechte mittelbar auch im Verhältnis zwischen den Arbeitsvertragsparteien. So kann etwa einem Pazifisten als Arbeitnehmer in einem allgemeinen (nicht wehrmedizinisch spezialisierten) Pharmaunternehmen von seinem Arbeitgeber nicht zugemutet werden, Medikamente zu entwickeln, die spezifisch dafür geeignet sind, das Führen eines Nuklearkrieges positiv zu beeinflussen.

### Zurückbehaltungsrecht
Nach § 273 Abs. 1 BGB darf der Arbeitnehmer bei einem fälligen Anspruch auf Arbeitsentgelt gegen den Arbeitgeber die geschuldete Arbeitsleistung verweigern, bis die ihm gebührende Gegenleistung bewirkt wird. Dem Arbeitnehmer kann ein Recht zustehen, die Arbeitsleistung zurückzuhalten, wenn der Arbeitgeber seine aus dem Arbeitsverhältnis folgenden Haupt- oder Nebenpflichten schuldhaft nicht erfüllt. So liegt es beispielsweise, wenn der Arbeitgeber die Gesundheit des Arbeitnehmers oder dessen Persönlichkeitsrecht in erheblicher Weise verletzt und mit weiteren Verletzungen zu rechnen ist. Wenn der Arbeitnehmer berechtigterweise von einem Zurückbehaltungsrecht Gebrauch macht, liegt keine Arbeitsverweigerung vor. Der Grundsatz von Treu und Glauben gebietet es jedoch, das Zurückbehaltungsrecht nicht unverhältnismäßig auszuüben, etwa bei einer nur kurzfristigen Verzögerung der Vergütungszahlung. Trotz Nichtleistung behält der Arbeitnehmer dann seinen Entgeltanspruch nach § 615 BGB.

### Arbeitsverweigerung während eines Streiks
Das Recht des Arbeitnehmers zur Teilnahme an einem (rechtmäßigen) Streik rechtfertigt die Vorenthaltung der Arbeitsleistung. Allerdings entfällt insoweit auch der Anspruch auf das Arbeitsentgelt. Der Arbeitgeber darf den Arbeitnehmer für seine Teilnahme am Streik nicht maßregeln. Arbeitnehmer aus nicht bestreikten Betrieben dürfen sich weigern, in bestreikten Betrieben zu Streikarbeit eingesetzt zu werden.
Für Leiharbeitnehmer gilt seit dem 1. April 2017 das neu in § 11 Abs. 5 Arbeitnehmerüberlassungsgesetz (AÜG) eingefügte und an den Entleiher gerichtete Verbot, Leiharbeitnehmer als Ersatz für Streikende in einem bestreikten Betrieb einzusetzen.

### Sonstige Verweigerungsrechte
Sonstige Gründe, die zu einem Verweigerungsrecht führen können, sind beispielsweise Pflichtenkollision, Ansteckungsgefahr mit gefährlichen Krankheiten, unzulässige Mehrarbeit, die Zurverfügungstellung unsicherer Arbeitsmittel (etwa eines nicht verkehrssicheren Fahrzeugs) oder wenn notwendige Arbeitsmittel vom Arbeitgeber nicht bereitgestellt werden. Stellt die Zuweisung eines Arbeitsbereichs eine Versetzung dar, ohne dass der Betriebsrat/Personalrat der Versetzung zugestimmt hat, braucht der Arbeitnehmer die Arbeit in dem neuen Arbeitsbereich nicht auszuführen.

### Arbeitsverweigerung im Sozialrecht
Arbeitsverweigerung ist im Sozialrecht gemäß § 159 Abs. 1 Nr. 1 SGB III ein vertragswidriges Verhalten, so dass der Anspruch eines Arbeitnehmers auf das Arbeitslosengeld für die Dauer einer Sperrzeit ruht. Führt ein erwerbsfähiger Hilfebedürftiger seine Arbeitslosigkeit durch Arbeitsverweigerung herbei, wird sein Arbeitslosengeld II um 30 % der Regelleistung abgesenkt (§ 31 Abs. 1 Satz 1 Nr. lc SGB II). Bei Hilfebedürftigen wird das Arbeitslosengeld II bei einer Arbeitsverweigerung auf die Kosten der Unterkunft und Heizung beschränkt (§ 23 Abs. 5 Satz 1 SGB II).

## Arten
Man unterscheidet zwischen der partiellen und der totalen Arbeitsverweigerung. Partielle liegt vor, wenn der Arbeitnehmer nur temporär die Arbeitsleistung von rechtlich geschuldeten Überstunden oder ganz bestimmten Arten von vertragsgemäßen, aber unangenehmen Arbeiten verweigert. Hierzu gehören auch das unentschuldigte Fernbleiben von der Arbeit, der Arbeitnehmer tritt einen nicht genehmigten Urlaub an, besucht ein nicht genehmigtes Seminar oder die übermäßige Internetnutzung am Arbeitsplatz, die zunächst abzumahnen sind. Auf eine Abmahnung kann jedoch verzichtet werden, wenn für den Arbeitgeber erkennbar ist, dass der Arbeitnehmer seinen arbeitsvertraglichen Pflichten überhaupt nicht nachkommen will. Hierin liegt die totale Arbeitsverweigerung eines Arbeitnehmers, seine Arbeitskraft nach Beendigung des Urlaubs dauerhaft zu verweigern; sie erfüllt den Tatbestand des Vertragsbruchs. Zur Dienstleistungspflicht für Beamte gehört auch das Streikverbot, das nicht nur die totale Arbeitsverweigerung, sondern auch den Bummelstreik oder den Dienst nach Vorschrift umfasst. Dieser und die innere Kündigung sind durch eine Verringerung der Arbeitsmotivation, Arbeitsleistung und Arbeitsqualität gekennzeichnet, so dass hierdurch die Schwelle der Arbeitsverweigerung erreicht werden kann.

## Rechtsfolgen
Die unberechtigte Arbeitsverweigerung ist eine Leistungsstörung, die der Arbeitgeber nicht hinnehmen muss. Die unberechtigte Arbeitsverweigerung stellt eine Vertragspflichtverletzung dar. Er kann hierauf mit abgestuften disziplinarrechtlichen Maßnahmen reagieren. Schwächste Form wäre ein dienstlicher Verweis, gefolgt von der Abmahnung, Betriebsbußen oder gar der Kündigung. Die Arbeitsverweigerung ist nach vorangegangener Abmahnung geeignet, eine verhaltensbedingte Kündigung zu begründen. In schwerwiegenden Fällen der beharrlichen Arbeitsverweigerung kann auch eine fristlose Kündigung nach Abmahnung berechtigt sein. In diesem Fall ergibt sich ein Schadensersatzanspruch gegen den Arbeitnehmer aus § 628 Abs. 2 BGB.